# Historia de la vida

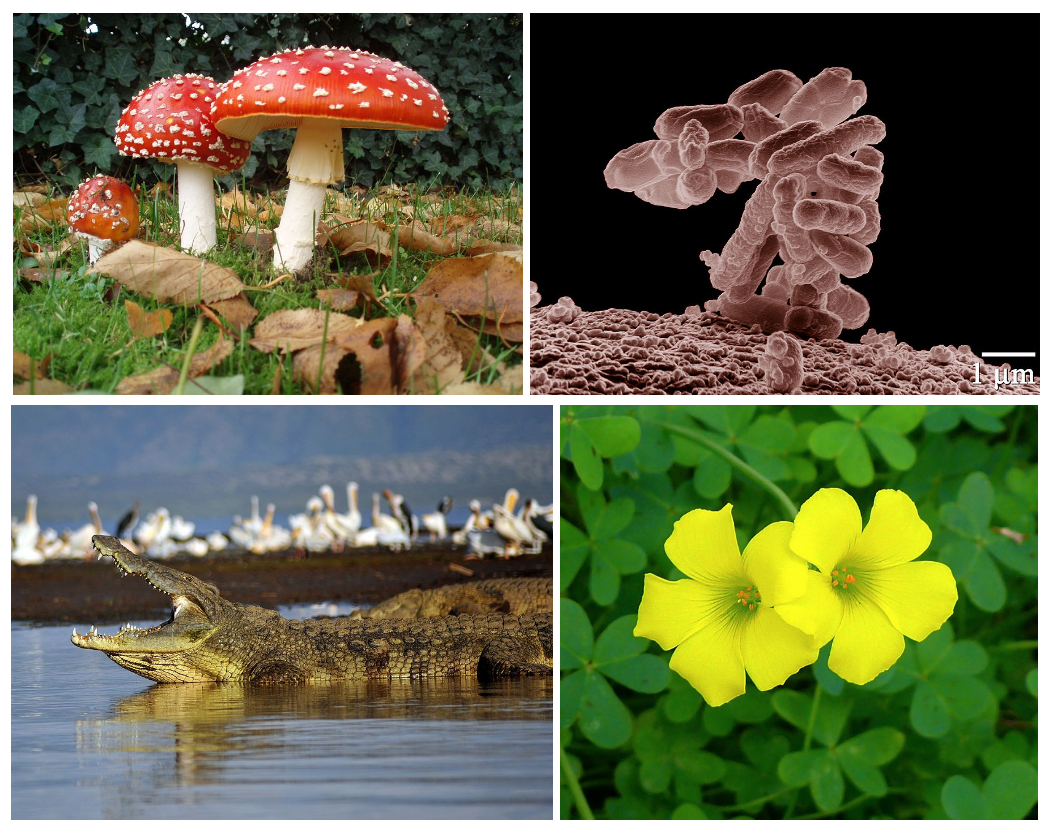
Ejemplos de formas de vida actuales en la Tierra: de izquierda a derecha y de arriba abajo: el hongo Amanita muscaria, la bacteria Escherichia coli, el animal Crocodylus niloticus y la planta Oxalis pes-caprae.

La historia de la vida en la Tierra cuenta los procesos por los cuales los organismos vivos han evolucionado, desde el origen de la vida en la Tierra, hace unos 4400 millones de años hasta la gran diversidad presente en los organismos actuales. De la misma forma trata sobre cómo los aspectos ambientales, en forma de catástrofes globales, cambios climáticos o uniones y separaciones de continentes y océanos, han condicionado su desarrollo. Las similitudes entre todos los organismos actuales indican la existencia de un ancestro común universal del cual todas las especies conocidas han divergido a través de procesos evolutivos.

## Antecedentes
Tras el Big Bang el universo no reunía las condiciones para que se formara la vida, para ello fue necesario que pasara cierto tiempo y sucedieran ciertos fenómenos. En los primeros momentos del universo los únicos elementos existentes eran hidrógeno y helio, pero la vida requiere una gran diversidad de elementos. Estos primeros elementos se acumularon formando estrellas, las cuales tras su colapso como supernova dieron lugar al resto de elementos necesarios para que se formen las biomoléculas. Creados estos elementos, la vida seguía sin ser posible hasta que se formaran planetas por acreción que contuvieran dicha diversidad de elementos. El tiempo mínimo para que sucedan estos fenómenos -es decir para que acabe el ciclo de una generación de estrellas y tras ello se formen planetas con los restos de la supernova- es no menos de 4000 millones de años.
Los organismos dominantes de la vida en el Arcaico temprano fueron bacterias y arqueas, que coexistieron formando alfombras microbianas (también conocidas como «tapetes» o «esteras microbianas») y estromatolitos. Muchos de los sucesos más importantes en la evolución temprana, se cree, han tenido lugar dentro de ellos. La evolución de la fotosíntesis oxigénica, alrededor de hace 3500 millones de años, condujo a la oxigenación de la atmósfera, que comenzó hace alrededor de 2400 millones de años. La evidencia más temprana de eucariotas (células complejas con organelos), data de hace 2200 millones de años, y si bien pudieron haber estado presente antes, su diversificación acelerada comenzó cuando empezaron a utilizar el oxígeno en su metabolismo. Más tarde, alrededor de hace 1700 millones de años, los organismos multicelulares comenzaron a aparecer, con la diferenciación celular cada célula del organismo comenzó realizar funciones especializadas.
Las primeras plantas terrestres datan de alrededor de 450 millones de años, aunque la evidencia sugiere que la espuma de algas se formó en la tierra tan pronto como hace 1200 millones de años. Las plantas terrestres tuvieron tanto éxito que se cree que han contribuido a la extinción del Devónico tardío. Los animales invertebrados aparecen durante el período Ediacárico, mientras que los vertebrados se originaron hace alrededor de 525 millones de años durante la explosión cámbrica.
Durante el período Pérmico, los sinápsidos, entre los que se encontraban los ancestros de los mamíferos, dominaron la tierra pero el evento de extinción del Pérmico-Triásico hace 251 millones de años estuvo a punto de aniquilar toda la vida compleja. Durante la recuperación de esta catástrofe, los arcosaurios se convirtieron en los vertebrados terrestres más abundantes, desplazando a los terápsidos a mediados del Triásico. Un grupo de arcosaurios, los dinosaurios, dominaron los períodos Jurásico y Cretácico, con los antepasados de los mamíferos sobreviviendo sólo como pequeños insectívoros. Después de la extinción masiva del Cretácico-Terciario hace 65 millones de años que acabó con los dinosaurios no aviarios los mamíferos aumentaron rápidamente en tamaño y diversidad. Estas extinciones masivas pudieron haber acelerado la evolución, proporcionando oportunidades para que nuevos grupos de organismos se diversifiquen.
La evidencia fósil y la paleobiología indican que las plantas con flores aparecieron y se diversificaron rápidamente en el Cretácico temprano, entre hace 130 millones de años y 90 millones de años, probablemente ayudado por coevolución con los insectos polinizadores. Las plantas con flores y el fitoplancton marino siguen siendo los principales productores de materia orgánica. Los insectos sociales aparecieron alrededor del mismo tiempo que las plantas con flores. A pesar de que ocupan sólo una pequeña parte del "árbol genealógico" de insectos, ahora forman más de la mitad de la masa total de los insectos. Los seres humanos evolucionaron de un linaje de los primeros hominoideos erguidos cuyos fósiles datan de más de 6 millones de años. A pesar de que los primeros miembros de este linaje tenían cerebros del tamaño de chimpancés, hay signos de un aumento constante en el tamaño del cerebro después de unos 3 millones de años.

## Historia temprana de la Tierra

### Tabla geológica de eventos principales
| Eón          | Era               | Período     | Época                                                                                | M. años atrás                                                                    | Eventos principales |
| ------------ | ----------------- | ----------- | ------------------------------------------------------------------------------------ | -------------------------------------------------------------------------------- | --- |
| Fanerozoico  | Cenozoico         | Cuaternario | Holoceno                                                                             | 0,0117                                                                           | Final de la Edad de Hielo y surgimiento de la civilización actual                                                                       |
| Fanerozoico  | Cenozoico         | Cuaternario | Pleistoceno                                                                          | 2,58                                                                             | Ciclos de glaciaciones. Evolución de los humanos. Extinción de la megafauna                                                             |
| Fanerozoico  | Cenozoico         | Neógeno     | Plioceno                                                                             | 5,333                                                                            | Formación del Istmo de Panamá. Capa de hielo en el Ártico y Groenlandia. Clima similar al actual. Australopitecos                       |
| Fanerozoico  | Cenozoico         | Neógeno     | Mioceno                                                                              | 23,03                                                                            | Desecación del Mediterráneo. Reglaciación de la Antártida                                                                               |
| Fanerozoico  | Cenozoico         | Paleógeno   | Oligoceno                                                                            | 33,9                                                                             | Orogenia Alpina. Formación de la Corriente Circumpolar Antártica y congelación de la Antártida. Familias modernas de animales y plantas |
| Fanerozoico  | Cenozoico         | Paleógeno   | Eoceno                                                                               | 56,0                                                                             | India colisiona con Asia. Máximo térmico del Paleoceno-Eoceno. Disminución del dióxido de carbono. Extinción de final del Eoceno        |
| Fanerozoico  | Cenozoico         | Paleógeno   | Paleoceno                                                                            | 66,0                                                                             | Continentes de aspecto actual. Clima uniforme, cálido y húmedo. Florecimiento animal y vegetal                                          |
| Fanerozoico  | Mesozoico         | Cretácico   |                                                                                      | ~145,0                                                                           | Máximo de los dinosaurios. Primitivos mamíferos placentarios. Extinción masiva del Cretácico-Terciario                                  |
| Fanerozoico  | Mesozoico         | Jurásico    | 201,3±0,2                                                                            | Mamíferos marsupiales, primeras aves, primeras plantas con flores                | |
| Fanerozoico  | Mesozoico         | Triásico    | 252,17±0,06                                                                          | Extinción masiva del Triásico-Jurásico. Primeros dinosaurios, mamíferos ovíparos | |
| Fanerozoico  | Paleozoico        | Pérmico     |                                                                                      | 298,9±0,15                                                                       | Formación de Pangea. Extinción masiva del Pérmico-Triásico, 95% de las especies desaparecen                                             |
| Fanerozoico  | Paleozoico        | Carbonífero | Pensilvánico                                                                         | 323,02±0,4                                                                       | Abundantes insectos, primeros reptiles, bosques de helechos                                                                             |
| Fanerozoico  | Paleozoico        | Carbonífero | Misisípico                                                                           | 358,9±0,4                                                                        | Árboles grandes primitivos |
| Fanerozoico  | Paleozoico        | Devónico    |                                                                                      | 419,2±3,2                                                                        | Aparecen los primeros anfibios, Lycopsida y Progymnospermophyta                                                                         |
| Fanerozoico  | Paleozoico        | Silúrico    | 443,8±1,5                                                                            | Primeras plantas terrestres fósiles                                              | |
| Fanerozoico  | Paleozoico        | Ordovícico  | 485,4±1,9                                                                            | Dominan los invertebrados. Extinciones masivas del Ordovícico-Silúrico           | |
| Fanerozoico  | Paleozoico        | Cámbrico    | 538,8±0,2                                                                            | Explosión cámbrica. Primeros peces. Extinciones masivas del Cámbrico-Ordovícico  | |
| Proterozoico | Neoproterozoico   | Ediacárico  |                                                                                      | ~635                                                                             | Formación de Pannotia. Fósiles de metazoarios                                                                                           |
| Proterozoico | Neoproterozoico   | Criogénico  | ~720                                                                                 | Tierra bola de nieve                                                             | |
| Proterozoico | Neoproterozoico   | Tónico      | 1000                                                                                 | Fósiles de acritarcos                                                            | |
| Proterozoico | Mesoproterozoico  | Esténico    | 1200                                                                                 | Formación de Rodinia                                                             | |
| Proterozoico | Mesoproterozoico  | Ectásico    | 1400                                                                                 | Posibles fósiles de algas rojas                                                  | |
| Proterozoico | Mesoproterozoico  | Calímico    | 1600                                                                                 | Expansión de los depósitos continentales                                         | |
| Proterozoico | Paleoproterozoico | Estatérico  | 1800                                                                                 | Atmósfera oxigénica                                                              | |
| Proterozoico | Paleoproterozoico | Orosírico   | 2050                                                                                 | Biota francevillense                                                             | |
| Proterozoico | Paleoproterozoico | Riásico     | 2300                                                                                 | Glaciación Huroniana.                                                            | |
| Proterozoico | Paleoproterozoico | Sidérico    | 2500                                                                                 | Gran Oxidación. Primeros eucariotas.                                             | |
| Arcaico      | Neoarcaico        |             |                                                                                      | 2800                                                                             | Fotosíntesis oxigénica. Cratones más antiguos                                                                                           |
| Arcaico      | Mesoarcaico       | 3200        | Primera glaciación                                                                   |                                                                                  | |
| Arcaico      | Paleoarcaico      | 3600        | Comienzo de la fotosíntesis anoxigénica y primeros posibles fósiles y estromatolitos |                                                                                  | |
| Arcaico      | Eoarcaico         | 4000        | Primer supercontinente, Vaalbará.                                                    |                                                                                  | |
| Hádico       |                   | ~4600       | Formación de la Tierra                                                               |                                                                                  | |

### Introducción
Los fragmentos más antiguos de meteoritos encontrados en la Tierra tienen aproximadamente 4540 millones de años; esto, asociado principalmente con la datación de antiguos yacimientos de plomo, ha hecho que la edad estimada de la Tierra sea próxima a este periodo de tiempo. La Luna tiene la misma composición que la corteza terrestre pero no contiene un núcleo rico en hierro, como el de la Tierra. Muchos científicos creen que unos 40 millones de años más tarde, un planetoide chocó contra la Tierra, poniendo en órbita material de la corteza terrestre, el cual formó la Luna. Otra hipótesis dice que la Tierra y la Luna comenzaron a juntarse al mismo tiempo, pero la Tierra, con la gravedad mucho más fuertes, atrajo a casi todas las partículas de hierro del área.
Hasta hace poco las rocas más antiguas encontradas en la Tierra eran de hace 3800 millones de años, lo cual hace que lo científicos se inclinen a creer que durante décadas la superficie de la Tierra había sido fundida hasta entonces. En consecuencia, llamaron a esta parte de la historia de la Tierra en el eón Hádico, cuyo nombre significa "infierno". Sin embargo el análisis de circones formados entre 4400 a 4000 millones de años indica que la corteza terrestre se solidificó 100 millones de años después de la formación del planeta y que el planeta rápidamente adquirió los océanos y la atmósfera, que pudieron haber sido capaces de soportar la vida.
La evidencia en la Luna indica que entre hace 4000 a 3800 millones de años atrás sufrió un bombardeo intenso tardío de los escombros que quedaron de la formación del Sistema Solar, y la Tierra debió haber experimentado un bombardeo más intenso debido a su gravedad más fuerte. Si bien no hay evidencia directa de las condiciones en la Tierra de entre hace 4000 a 3800 millones de años atrás, no hay ninguna razón para pensar que la Tierra no se vio afectada por este bombardeo intenso tardío. Este evento podría haber despojado a cualquier atmósfera y océanos que existiesen en ese momento; en este caso los gases y el agua de los impactos de cometas pudieron haber contribuido a su reemplazo, aunque también pudo haber contribuido al menos en la mitad la emisión de gases volcánicos en la Tierra.

## Evidencia temprana de presencia de la vida en la Tierra
Los primeros organismos fueron identificados en un corto periodo de tiempo y relativamente sin rasgos, sus fósiles parecen pequeñas varillas, que son muy difíciles de distinguir de las estructuras que surgen a través de procesos físicos abióticos. La más antigua evidencia indiscutible de vida en la Tierra, interpretadas como bacterias fosilizadas, datan de hace 3770 millones de años. con evidencia geoquímica también parece demostrar la presencia de la vida hace 3800 millones de años. Sin embargo, estos análisis fueron examinados de cerca, y no se encontraron procesos no-biológicos que pudieran producir todos los "signos de vida" de los que se han informado. Mientras que esto no pruebe que las estructuras encontradas tengan un origen no biológico, no puede ser tomado como una clara evidencia de la presencia de vida. Marcas geoquímicas en las rocas depositadas hace 3400 millones de años han sido interpretados como evidencia de vida, aunque estas declaraciones no han sido completamente examinado por críticos. Se ha sugerido que el último antepasado común universal vivió hace más de 4200 millones de años.

## Origen de la vida

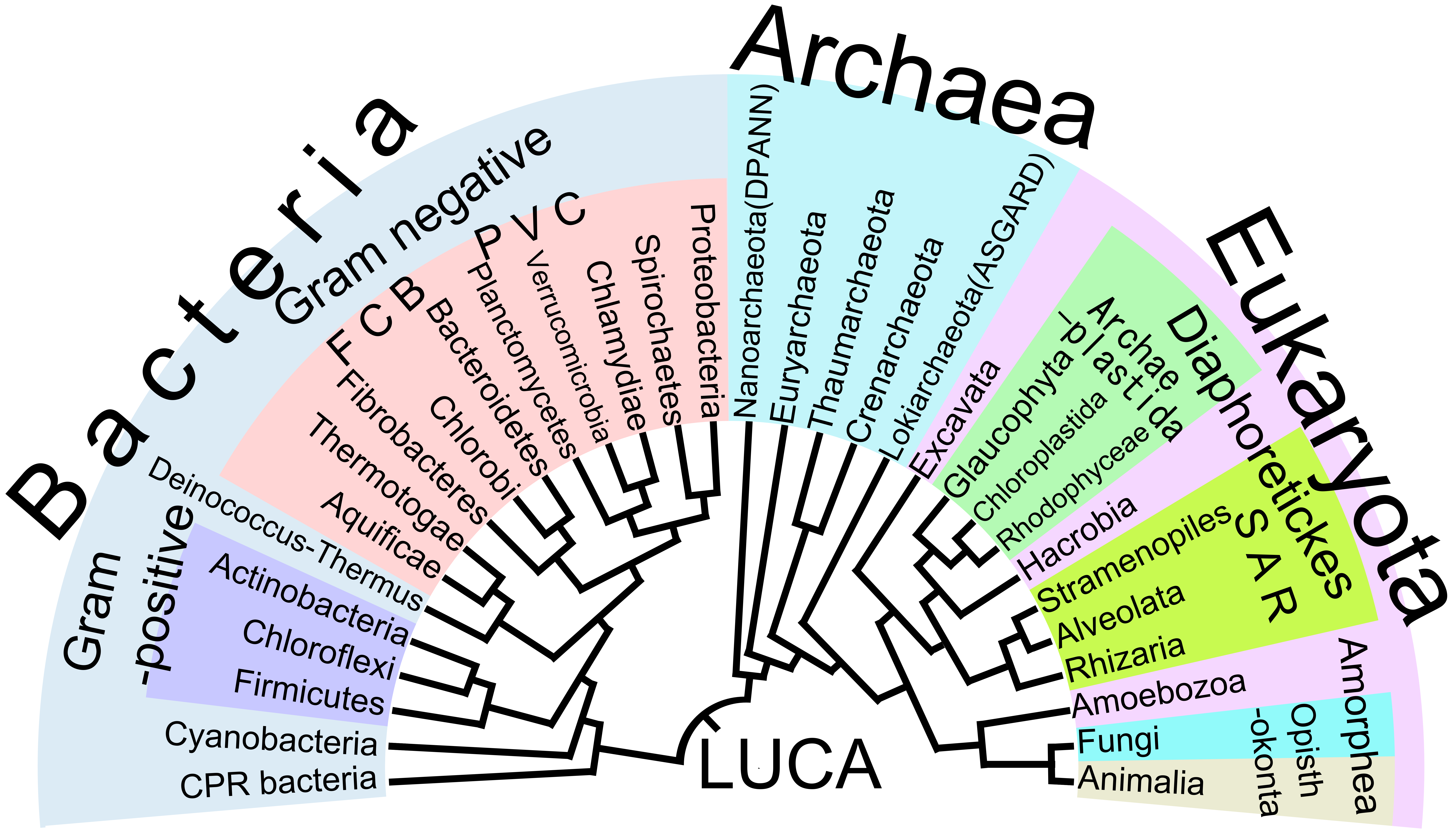
Árbol filogenético mostrando la divergencia de las especies modernas de su ancestro común en el centro. Los tres dominios están coloreados de la siguiente forma; las bacterias en azul, las arqueas en celeste, y los eucariotas de color verde.

La razón biológica por la que todos los organismos vivos en la Tierra deben compartir el único último antepasado común universal, es porque sería prácticamente imposible que dos o más linajes separados pudieran haber desarrollado de manera independiente los muchos complejos mecanismos bioquímicos comunes a todos los organismos vivos. Se ha mencionado anteriormente que las bacterias y las arqueas son los primeros organismos en los que la evidencia fósil está disponible, las células son demasiado complejas para haber surgido directamente de los materiales no vivos. La falta de evidencia geoquímica o fósil de organismos anteriores, o pruebas contundentes de su aparición a partir de protobiontes, ha dejado un amplio campo libre para las hipótesis, que se dividen en dos ideas principales: 1) Que la vida surgió espontáneamente en la Tierra. 2) Que esta fue "sembrada" de otras partes del universo.

### Hipótesis de la vida "sembrada" desde otros lugares
La idea de que la vida en la Tierra fue "sembrada" de otras partes del universo se remonta al menos al siglo V a. C. Esto fue propuesto en el siglo XX por el Fisicoquímico Svante Arrhenius, por los astrónomos Fred Hoyle y Chandra Wickramasinghe, y por el biólogo molecular Francis Crick y el químico Leslie Orgel. Hay tres versiones principales de la hipótesis "semilla de otros lugares": 1) En otras partes de nuestro sistema solar a través de choques de fragmentos en el espacio por el impacto de un gran meteorito, en cuyo caso la única fuente creíble es Marte; 2) Por visitantes extraterrestres, posiblemente como resultado de una contaminación interplanetaria accidental por microorganismos que trajeron con ellos, 3) Fuera del sistema solar, pero por medios naturales. Los experimentos sugieren que algunos microorganismos pueden sobrevivir al shock de ser catapultados dentro del espacio y también que algunos pueden sobrevivir a la exposición a la radiación durante varios días, pero no hay ninguna prueba de que puedan sobrevivir en el espacio por períodos mucho más largos. Los científicos creen principalmente en dos ideas; sobre la probabilidad de que la vida surgiera de forma independiente en Marte, o en otros planetas en nuestra galaxia.

### Hipótesis de la aparición independiente de la vida en la Tierra
La vida en la Tierra está basada en el carbono y el agua. El carbono proporciona un sistema estable para las sustancias químicas complejas y pueden ser fácilmente extraídos del medio ambiente, sobre todo del dióxido de carbono. El único elemento diferente con propiedades químicas similares, es el silicio, este forma estructuras mucho menos estables y, ya que la mayoría de sus compuestos son sólidos, sería más difícil de extraer para los organismos. El agua es un excelente solvente y tiene otras dos propiedades útiles: el hecho de que el hielo flota le permite a los organismos acuáticos sobrevivir debajo del hielo en invierno, y sus moléculas son eléctricamente positivas y negativas, lo que le permite formar una gama más amplia de compuestos de lo que otros solventes pueden tener. Otros buenos solventes, como el amoniaco, sólo son líquidos a temperaturas tan bajas que las reacciones químicas pueden ser demasiado lentas para sustentar la vida y carecen de otras ventajas que posee el agua. Organismos basados en la bioquímica alternativa puede ser de cualquier manera posible en otros planetas.
La investigación sobre cómo la vida pudo haber surgido sin la ayuda de químicos no vivos (protobionte) se centra en tres puntos de partida posibles: autorreplicación, la capacidad de un organismo para producir crías que son muy similares a sí misma; el metabolismo, capacidad para alimentarse y repararse a sí mismo; y membranas plasmáticas, lo que permite que los alimentos entren y que salgan los desechos, pero excluye las sustancias no deseadas. La investigación sobre la abiogénesis todavía tiene un largo camino por recorrer, ya que los enfoques teóricos y empíricos están empezando a entrar en contacto unos con otros.

#### Primer replicación: Mundo del ARN

El replicador de prácticamente toda la vida conocida es el ácido desoxirribonucleico. La estructura del ADN y la replicación de los sistemas son mucho más complejas que las del replicador original.

Incluso los miembros más sencillos de los tres dominios modernos de la vida utilizan el ADN para grabar sus "recetas" junto con un complejo conjunto de moléculas de ARN y proteínas para "leer" las instrucciones y usarlos para el crecimiento de autorreplicación y mantenimiento. Este sistema es demasiado complejo como para haber surgido directamente de los materiales no vivos. El descubrimiento de que algunas moléculas de ARN pueden catalizar su propia replicación y la construcción de proteínas, lleva a la hipótesis de que las primeras formas de vida se basaban enteramente en el ARN. Estas ribozimas pudieron haber formado un mundo de ARN en los que había individuos, pero no especies, como las mutaciones y la transferencia horizontal de genes que han hecho que los descendientes de cada generación sean bastante propensos a tener genomas diferentes de los que sus progenitores empezaron. El ARN más tarde fue sustituido por el ADN, que es más estable y, por lo tanto, puede construir más genomas, ampliando la gama de capacidades que un solo organismo puede tener. Los ribozimas siendo uno de los principales componentes de ribosomas, de las células modernas son "fábricas de proteínas".
Aunque pequeñas moléculas autorreplicantes de ARN se han producido artificialmente en laboratorios, se han planteado dudas acerca de dónde la síntesis biológica de ARN es posible naturalmente. Los primeros "ribozimas" pudieron haber sido formados por simples ácidos nucleicos como el ANP, TNA o GNA, que han sido sustituidos más tarde por el ARN.
En el 2003 se propuso que el sulfuro de metal poroso precipitado pudo haber ayudado a la síntesis del ARN a unos 100 grados Celsius (212 °F) y a una presión del fondo oceánico cerca de fuentes hidrotermales. En esta hipótesis, las membranas lipídicas serían los últimos componentes importantes de las células en aparecer y hasta entonces las protocélulas serían confinadas a los poros.

#### Primer metabolismo: Mundo de hierro-sulfuro
Una serie de experimentos a partir de 1997 mostró que las primeras etapas en la formación de proteínas a partir de materiales inorgánicos como el monóxido de carbono y sulfuro de hidrógeno pueden lograrse mediante el uso de sulfuro de hierro y sulfuro de níquel como catalizadores. La mayoría de los pasos requieren temperaturas de 100 grados Celsius (212 °F) y presiones moderadas, aunque requiere una etapa de 250 grados Celsius (482 °F) y una presión equivalente de la que se encuentra en el interior de la litosfera, al menos a 7 kilómetros (4,35 mi) de profundidad. Por lo tanto, se sugirió que la síntesis de proteínas autosostenible pudo haber ocurrido cerca de las fuentes hidrotermales.

#### Primeras membranas: Mundo lípido
= Sección captor de agua de moléculas lípidas
    = Colas repelentes de agua 
Se ha sugerido que la doble pared de "burbujas" de los lípidos, como los que forman las membranas externas de las células pudo haber sido un primer paso esencial. Los experimentos que simulan las condiciones de la Tierra primitiva han reportado la formación de lípidos, y que estos pueden ser formados espontáneamente de liposomas, de doble pared de "burbujas", para luego reproducirse a sí mismas. A pesar de que no son intrínsecamente portadores de información de ácidos nucleicos, estarían sujetos a la selección natural para la longevidad y la reproducción. Los ácidos nucleicos como el ARN pudieron haberse formado con más facilidad dentro de los liposomas de lo que les hubiera tomado fuera de estos.

### Teoría de la arcilla
El ARN es complejo y existen dudas sobre si se puede producir de una manera no biológica en la naturaleza. Algunas arcillas, sobre todo la montmorillonita, tienen propiedades que las hacen plausibles aceleradoras del surgimiento de un mundo de ARN: estas crecen por medio de la autorreplicación de su patrón cristalino, están sujetos a una selección natural análoga, como las «especies» de la arcilla que crecen más rápido en un ambiente particular que rápidamente se convierte en dominante; y estas pueden catalizar la formación de moléculas de ARN. Aunque esta idea no ha tenido en un consenso científico, todavía tiene partidarios activos.

## Medio ambiente e impacto de la evolución de las alfombras microbianas

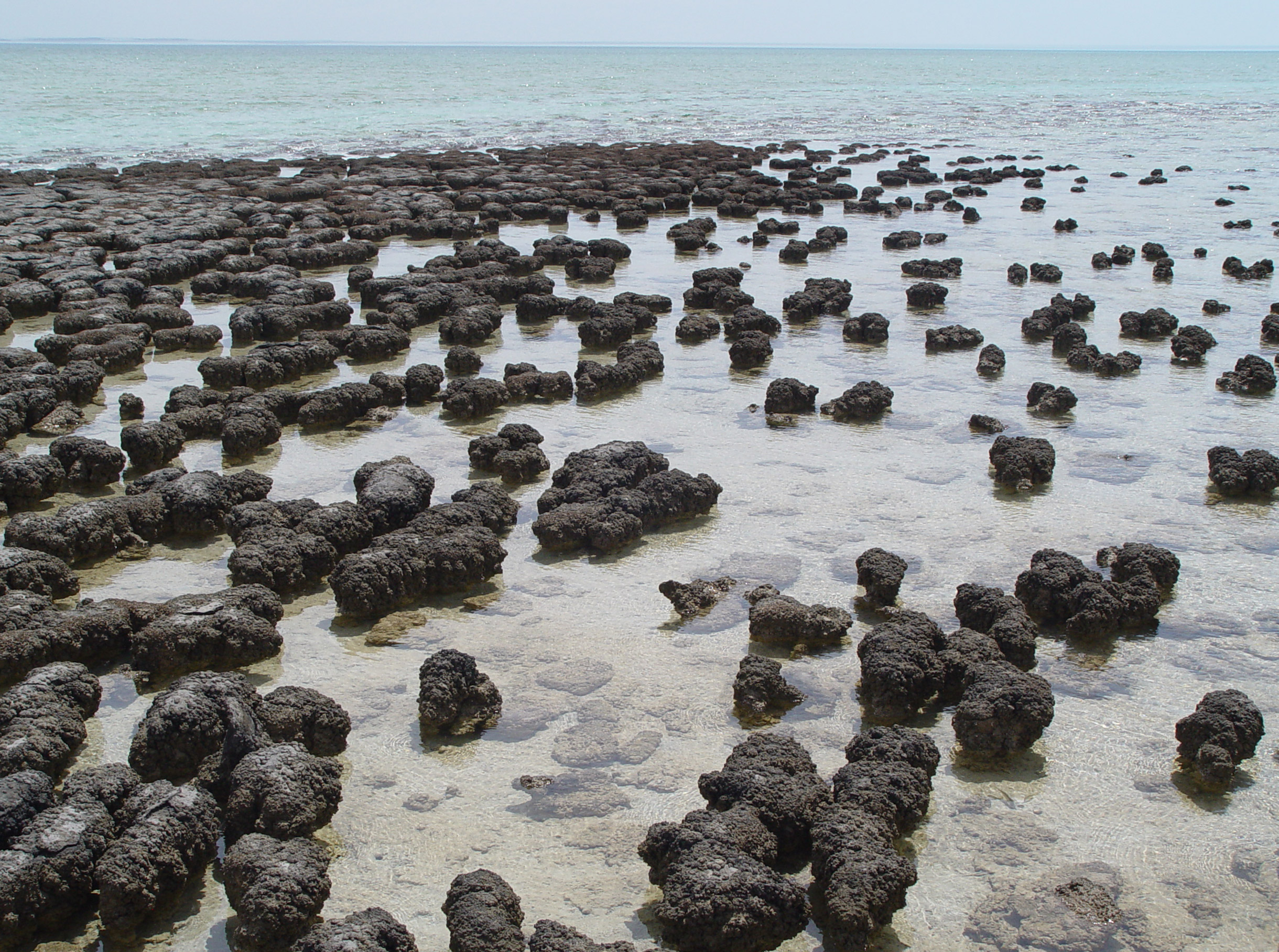
Estromatolitos modernos en la Bahía Shark, Australia Occidental.

Las «alfombras» microbianas son múltiples capas, multi-especies de colonias de bacterias y otros organismos que generalmente sólo tienen unos pocos milímetros de grosor, pero todavía contienen una amplia gama de entornos químicos, cada uno de ellos a favor de un conjunto diferente de microorganismos. Hasta cierto punto, cada alfombra forma su propia cadena alimenticia, pues los subproductos de cada grupo de microorganismos generalmente sirven de "alimento" para los grupos adyacentes.
Los estromatolitos son pilares rechonchos construidos como alfombras microbianas que migran lentamente hacia arriba para evitar ser sofocados por los sedimentos depositados en ellos por el agua. Ha habido un intenso debate acerca de la validez de fósiles que supuestamente tienen más de 3000 millones de años, con los críticos argumentando que los llamados estromatolitos podrían haberse formado por procesos no biológicos. Se han reportado estromatolitos en rocas de hace 3500 millones de años en Australia y recientemente microfósiles en Canadá con una antigüedad de entre 3770 millones de años.
En las modernas alfombras bajo el agua, la capa superior consiste a menudo de cianobacterias fotosintéticas que crean un ambiente rico en oxígeno, mientras que la capa inferior es libre de oxígeno y, a menudo dominado por el sulfuro de hidrógeno emitido por los organismos que viven allí. Se estima que la aparición de la fotosíntesis oxigénica por las bacterias en las alfombras, aumentó la productividad biológica por un factor de entre 100 y 1000. El agente reductor utilizada por la fotosíntesis oxigénica, es el agua, pues es mucho más abundante que los agentes geológicos producidos por la reducción requerida de la anterior fotosíntesis no oxigénica. A partir de este punto en adelante, la «vida» misma produce mucho más los recursos que necesita que los procesos geoquímicos. El oxígeno, en ciertos organismos, puede ser tóxico, pues éstos no están adaptados a él, así mismo, en otros organismos que sí lo están, aumenta considerablemente su eficiencia metabólica. El oxígeno se convirtió en un componente importante de la atmósfera de la Tierra alrededor de hace 2400 millones de años. A pesar de que los eucariotas pueden haber estado presente mucho antes, la oxigenación de la atmósfera es un requisito previo para la evolución de las células eucariotas más complejas, de la cual todos los organismos multicelulares están construidos. El límite entre las capas ricas en oxígeno y el oxígeno libre en alfombras microbianas se eleva cuando la fotosíntesis no actúa durante la noche, y luego desciende, al día siguiente. Esto ha creado una presión de selección para los organismos en esta zona intermedia para adquirir la capacidad de tolerar y utilizar el oxígeno, posiblemente a través de la endosimbiosis, donde un organismo vive dentro de otro y ambos se benefician de su asociación.
Las cianobacterias tienen la mayor "caja de herramientas" bioquímica completa de todos los organismos que forman la alfombra. Por lo tanto estos son los organismos más autosuficientes de este sistema, y se adaptan bien al borrar por su cuenta, tanto como alfombras flotantes como el primer fitoplancton, proporcionando la base de la mayoría de las cadenas tróficas marinas.

## Diversificación de eucariotas

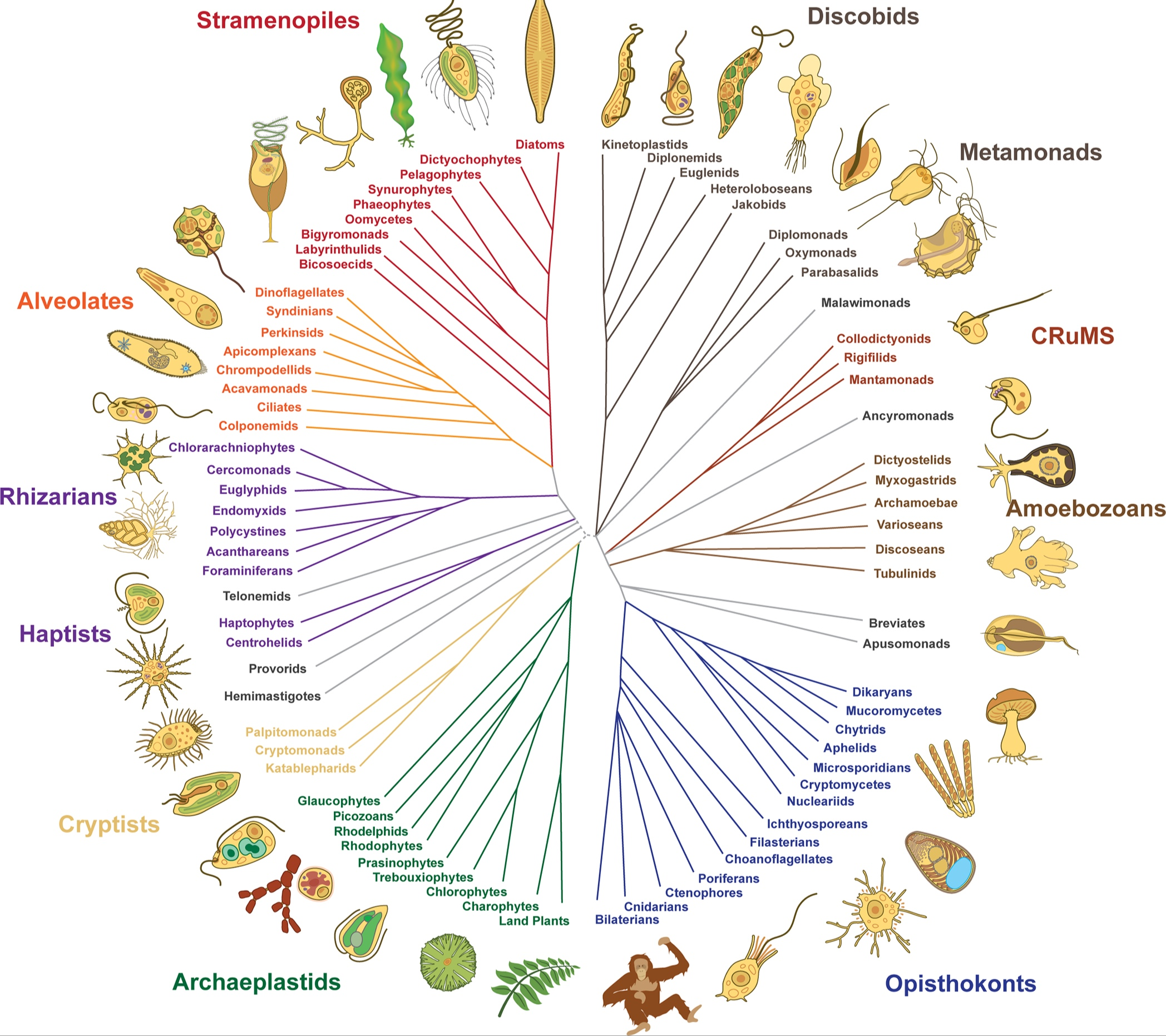
Posible árbol genealógico de los eucariotas.

Las eucariotas pudieron haber estado presente mucho antes de la oxigenación atmosférica, pero las más modernas eucariotas requieren oxígeno, el cual las mitocondrias usan como combustible para la producción de ATP, el suministro de energía interna de todas las células conocidas. En los 1970s se propuso y, después de muchos debates, fue ampliamente aceptado que los eucariotas surgieron como resultado de una secuencia de endosimbiosis entre procariotas. Según el modelo y los análisis moleculares una alfaproteobacteria parásita intracelular invadió una arquea Asgard (Promethearchaeota), pero el ataque fue neutralizado, y el atacante se volvió residente y evolucionó en la mitocondria, una de las quimeras, un protozoo tardío más tarde trató de engullir una cianobacteria fotosintética, pero la víctima sobrevivió en el interior del atacante y la nueva combinación se convirtió en el ancestro de las algas y posteriormente las plantas. Después de que cada endosimbiosis comenzara, los socios ya habrían eliminado la duplicación improductiva de las funciones genéticas de reorganización de su genoma, un proceso que a veces implicaba la transferencia de genes entre ellos. Otra hipótesis propone que las mitocondrias eran originalmente endosimbiontes que metabolizaban hidrógeno o azufre, y más tarde se convirtieron en consumidores de oxígeno. Por otra parte las mitocondrias podrían haber sido parte del equipo original de los eucariotas.

### Aparición de los plástidos
La evolución de los plástidos, que llevó a la evolución de todas las algas eucarióticas y plantas terrestres, ha sido probablemente el evento más importante que ha conducido a la diversificación de vida en la Tierra.
Se cree que se formaron a partir de cianobacterias endosimbióticas. La simbiosis se desarrolló alrededor de hace 2100-1900 millones de años y ha permitido que los eucariotas lleven a cabo la fotosíntesis oxigénica Tres linajes evolutivos han surgido desde que los plástidos se nombran de manera diferente: los cloroplastos en algas verdes y plantas, rodoplastos en algas rojas y cianelas en glaucofitas.

## Organismos multicelulares y reproducción sexual

### Evolución de la reproducción sexual
Lo que define la reproducción sexual en eucariotas es la meiosis y la fecundación. En este tipo de reproducción se da mucha recombinación genética, la descendencia recibe el 50% de los genes de cada padre, en contraste con la reproducción asexual, en la que no hay recombinación. Las bacterias también intercambian ADN por conjugación bacteriana, un proceso cuyos beneficios incluyen la resistencia a antibióticos y a otras toxinas, así como la capacidad de utilizar nuevos metabolitos. Sin embargo, la conjugación no es un medio de reproducción, y no se limita a los miembros de la misma especies; hay casos donde las bacterias transfieren ADN a plantas y a animales.
Por otra parte, la transformación bacteriana es claramente una adaptación para la transferencia de ADN entre bacterias de la misma especie. La transformación bacteriana es un proceso complejo que implica los productos de numerosos genes bacterianos y puede considerarse como una forma bacteriana de sexo. Este proceso se produce de forma natural en al menos 67 especies procarióticas (en siete filums diferentes). La reproducción sexual en eucariotas puede haber evolucionado a partir de la transformación bacteriana.
Las desventajas de la reproducción sexual son bien conocidas: la reorganización genética durante la recombinación puede alterar combinaciones favorables de genes; y mientras los machos no aumentan directamente el número de crías en su siguiente generación, una población asexual puede rebasar y desplazar a 50 generaciones de una población sexual que es igual en todos los demás aspectos. Sin embargo, la gran mayoría de animales, plantas, hongos y protistas se reproducen sexualmente. Hay fuertes indicios de que la reproducción sexual evolución temprano en la historia de los eucariotas y que los genes que lo controlan han cambiado muy poco desde entonces. ¿Cómo evolucionó y sobrevivió la reproducción sexual es un rompecabezas sin resolver.
La Hipótesis de la Reina Roja sugiere que la reproducción sexual proporciona protección contra los parásitos, porque es más fácil para los parásitos desarrollarse y superar las defensas de clones genéticamente idénticos que en aquellas especies sexuales que presentan defensas dinámicas, y hay una cierta evidencia experimental sobre esto. Por otra parte, contrariamente a las expectativas de la hipótesis de la Reina Roja, Kathryn A. Hanley et al. encontró que la prevalencia, la abundancia y la intensidad de los ácaros fue significativamente mayor en los geckos sexuales que en los asexuales que comparten el mismo hábitat. Además, el biólogo Matthew Parker, después de revisar numerosos estudios genéticos sobre la resistencia a enfermedades de las plantas, no pudo encontrar un solo ejemplo coherente de que los patógenos son el agente selectivo primario responsable de la reproducción sexual en el huésped.
La «hipótesis de la mutación determinista» (HMD) de Alexey Kondrashov asume que cada organismo tiene más de una mutación perjudicial y los efectos combinados de estas mutaciones son más dañinos que la suma de los daños de cada mutación individual. Si es así, la recombinación sexual de genes reducirá el daño que las mutaciones "malas" hacen a la descendencia y al mismo tiempo eliminar algunas de estas mutaciones del acervo genético mediante el aislamiento en las personas que se pierden rápidamente pues tienen un número de mutaciones malas superior a la media. Sin embargo, la evidencia sugiere que los supuestos de la HMD son inestables, debido a que muchas especies tienen en promedio menos de una mutación dañina por individuo y ninguna especie que ha sido investigada muestra evidencia de sinergia entre las mutaciones dañinas.

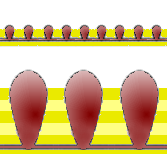
Horodyskia pudo haber sido un metazoo primitivo, o una colonia de foraminíferos. Aparentemente se rearregló a sí misma a un tamaño menor pero mayor en número mientras el sedimento crecía más profundo alrededor de su base.

La naturaleza aleatoria de la recombinación provoca la abundancia relativa de rasgos alternativos que varían de una generación a otra. Esta deriva genética no es suficiente por sí sola para hacer ventajosa a la reproducción sexual, pero una combinación de la deriva genética y la selección natural puede ser suficiente. Cuando una oportunidad produce combinaciones de buenos rasgos, la selección natural le da una gran ventaja a los linajes en que estos rasgos se vincularon genéticamente. Por otro lado, los beneficios de buenos rasgos son neutralizados si aparecen junto con rasgos negativos. La recombinación sexual de buenos rasgos le da oportunidades para vincularse con otros buenos rasgos, y modelos matemáticos sugieren que esto puede ser más que suficiente para compensar las desventajas de la reproducción sexual.
La función adaptativa del sexo hoy sigue siendo un gran problema pendiente por resolver de la biología. Los modelos de la competencia para explicar la función de adaptación de las relaciones sexuales fueron revisados por John A. Birdsell y Christopher Wills. Las hipótesis discutidas, sobre todo, dependen de los posibles efectos beneficiosos de la variación genética aleatoria producida por la recombinación genética. Una visión alternativa es que el sexo surgió, y se mantiene, como un proceso para la reparación de daños en el ADN, y que la variación genética producida es un subproducto de vez en cuando beneficioso.

### Pluricelularidad
Las definiciones más simples de pluricelular, como por ejemplo "con múltiples células", pueden incluir a colonias de cianobacterias como Nostoc. Incluso la definición estándar de "tener el mismo genoma, pero diferentes tipos de células" incluye algunos géneros de algas verdes tales como Volvox, que tiene células que se especializan en la reproducción. La pluricelularidad evolucionó independientemente en organismos tan diversos como las esponjas y otros animales, hongos, plantas, algas pardas, cianobacterias, moho mucilaginoso y mixobacterias. En resumen, existe una variedad de organismos que muestran la mayor especialización celular y la variedad de tipos de células, aunque esta aproximación a la evolución de la complejidad biológica podría considerarse como "más antropocéntrica".

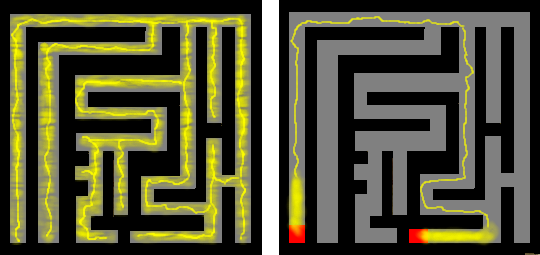
Un moho mucilaginoso resuelve un laberinto. El moho (amarillo) explora y completa el laberinto (izquierda). Cuando los investigadores colocan azúcar (rojo) en dos puntos diferentes, el moho concentra la mayor parte de su masa ahí y deja solamente la conexión más eficaz entre los dos puntos (derecha).

Las ventajas iniciales de la pluricelularidad incluirían: compartir más eficientemente los nutrientes que son digeridos fuera de la célula, mayor resistencia frente a depredadores, capacidad de resistir corrientes adhiriéndose a una superficie fija, capacidad de trepar para obtener luz para la fotosíntesis, capacidad de crear un ambiente interior protegido del exterior, e incluso dar la oportunidad a un grupo de células de comportarse "inteligentemente" compartiendo información. Estas características podrían haber dado la oportunidad a otros organismos de diversificarse creando entornos más variados que aquellos creados por redes microbianas.
La pluricelularidad con células diferenciadas es beneficiosa para el organismo en su totalidad pero perjudicial desde el punto de vista de las células individuales, ya que la mayoría de ellas pierde la oportunidad de reproducirse. En un organismo pluricelular asexual, aquellas células que retengan la capacidad de reproducción pueden tomar el control y reducir el organismo a una masa de células indiferenciadas. La reproducción sexual elimina dichas células de futuras generaciones y por lo tanto tiende a ser un prerrequisito para una pluricelularidad compleja.
Los indicios disponibles indican que los eucariotas evolucionan mucho antes pero permanecen desapercibidos hasta una rápida diversificación hace alrededor de 1000 millones de años. La capacidad de tomar diversas formas es el único aspecto en el que los eucariotas superan a las bacterias y arqueas, y la reproducción sexual permitió a los eucariotas explotar dicha ventaja, produciendo organismos con múltiples células que difieren en forma y función.

### Indicios fósiles
Los fósiles de la biota francevillense, datados en 2100 millones de años, corresponden probablemente a los organismos pluricelulares más antiguos. Podrían haber tenido células diferenciadas. Otro de los primeros fósiles pluricelulares, Qingshania, datado en 1700 millones de años, consistiría en células virtualmente idénticas. Las algas rojas conocidas como Bangiomorpha, datadas en 1200 millones de años, son los primeros organismos conocidos que poseen con certeza células differenciadas y especializadas, y son también los organismos conocidos más antiguos que se reproducen sexualmente.

## Evolución de los animales
Los animales son organismos pluricelulares y se distinguen de las algas, plantas y hongos por su falta de pared celular. Todos los animales tienen motilidad, aunque sea solo en algunas etapas de su vida. Todos los animales, con la excepción de las esponjas, presentan cuerpos diferenciados con separación entre diferentes tejidos, incluyendo los músculos, que mueven partes del animal al contraerse, y los tejidos nerviosos, que transmiten y procesan señales.
Aparecieron por primera vez en el período Ediacárico (hace 635 millones y 541 millones de años), formas de cuerpos blandos que dejaron rastros de sus cuerpos en sedimentos de aguas poco profundas. Los más conocidos son celenterados de varios tipos, incluyendo algunos que eran más irregulares que cualquiera hoy día, hay varios grupos con afinidades inciertas. Por lo menos algunos de estos últimos grupos probablemente no dejaron descendientes. La mayoría de los animales ediacáricos eran delgados, con cada célula capaz de difundir nutrientes del agua, y muchos pueden haber hecho fotosíntesis con algas simbióticas. No se tiene conocimiento de que existieran esponjas en el Ediacárico, pero probablemente y ya habrían surgido de protistas coanoflagelados.
Los animales pluricelulares (metazoos) derivan casi con toda seguridad de un antepasado protozoario "unicelular" cum grano salis. Los metazoos, por definición, albergan más de un tipo de célula somática y pueden ser clasificados como grupos basales (o diploblásticos) y derivados (triploblásticos). Generalmente se acepta que los tripoblastos derivan de un antepasado diploblástico, lo que implica que los animales evolucionaron de simples a más complejos.